# خلیج سان‌فرانسیسکو

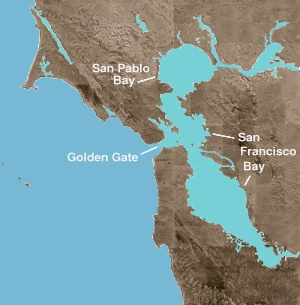
خلیج سانفرانسیسکو، خلیج سن پابلو و گلدن گیت

خلیج سان‌فرانسیسکو (به انگلیسی: San Francisco Bay) مصبی کم عمق و حاصلخیز می‌باشد که حدود چهل درصد از آبهای تخلیه‌شده از کالیفرنیا، رودخانه‌های ساکرامنتو و سن ژاکویین که از سیرا نوادا سرچشمه می‌گیرند را وارد اقیانوس آرام می‌کند. به‌طور فنی، هر دو رودخانه به خلیج سوسون وارد شده و از طریق تنگه کارکوئینز با رودخانه ناپا در ورودی خلیج سن پابلو یکی می‌شوند و این خلیج در انتهای جنوبیش به خلیج سانفرانسیسکو وصل می‌شود و در بیشتر مواقع کل این مجموعه‌ای از خلیج‌های بهم‌پیوسته خلیج سانفرانسیسکو نامیده می‌شود.
خلیج سانفرانسیسکو در ایالت کالیفرنیا در آمریکا واقع شده و توسط منطقه‌ای بهم پیوسته با نام منطقه خلیج سانفرانسیسکو محصور شده است که توسط شهرهای بزرگ سانفرانسیسکو، اوکلند و سن خوزه هدایت می‌شود.

## نگارخانه

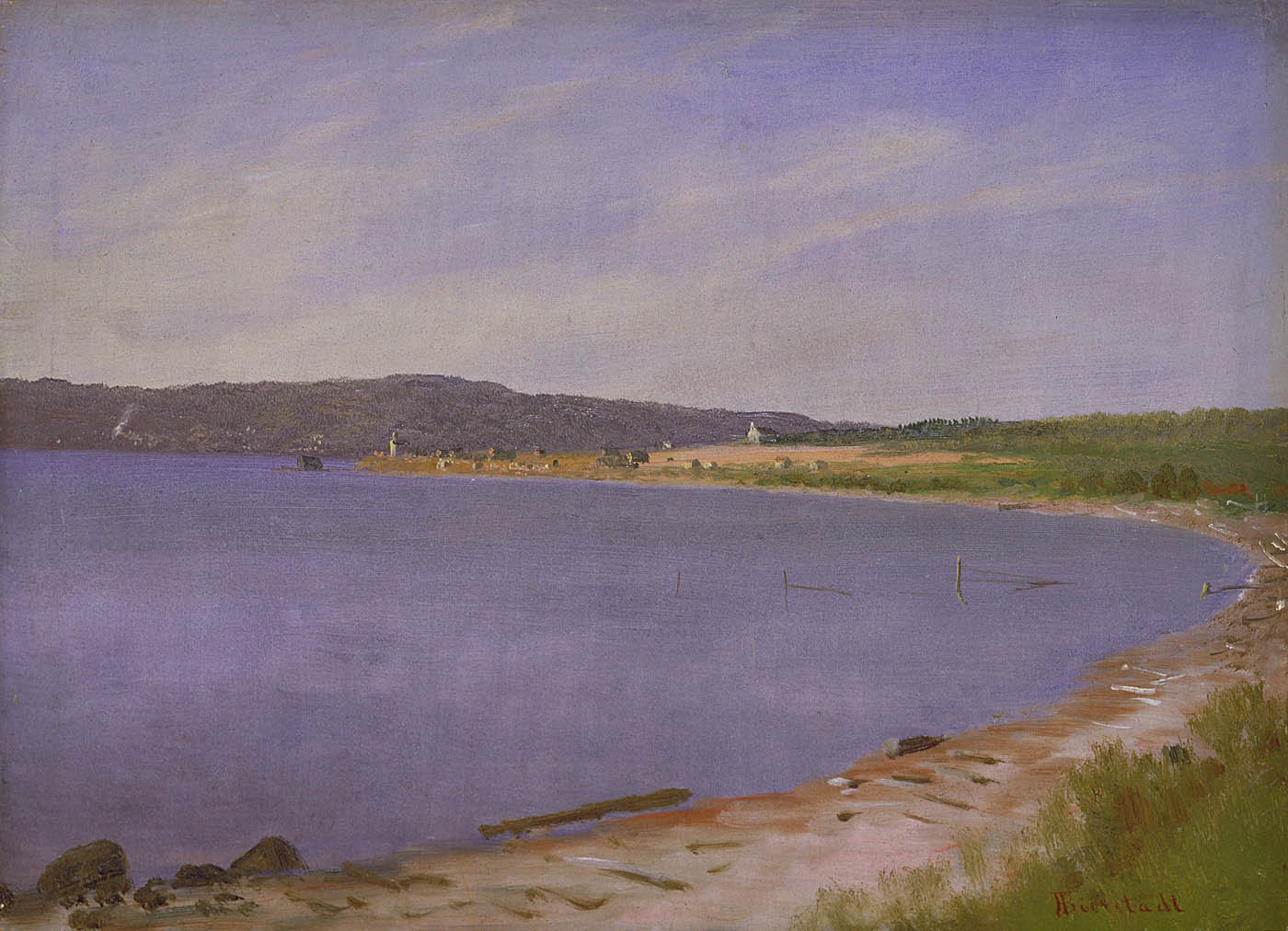
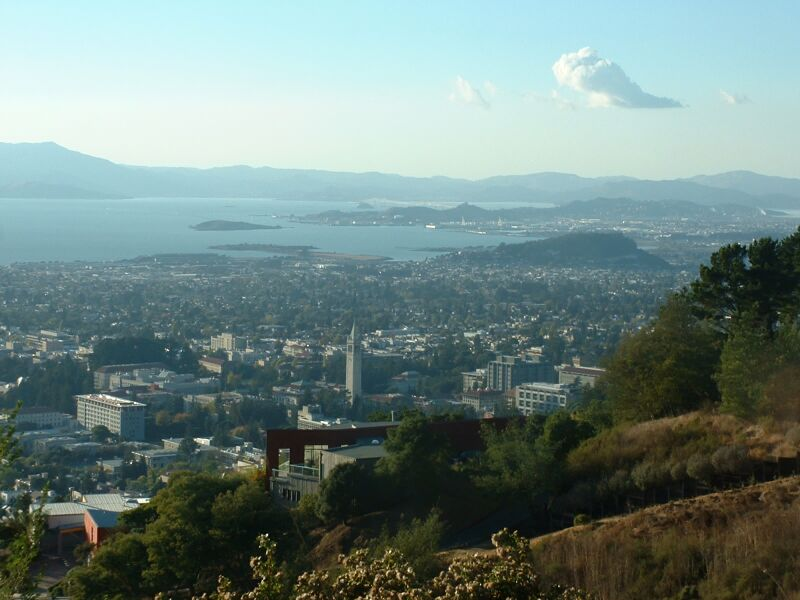
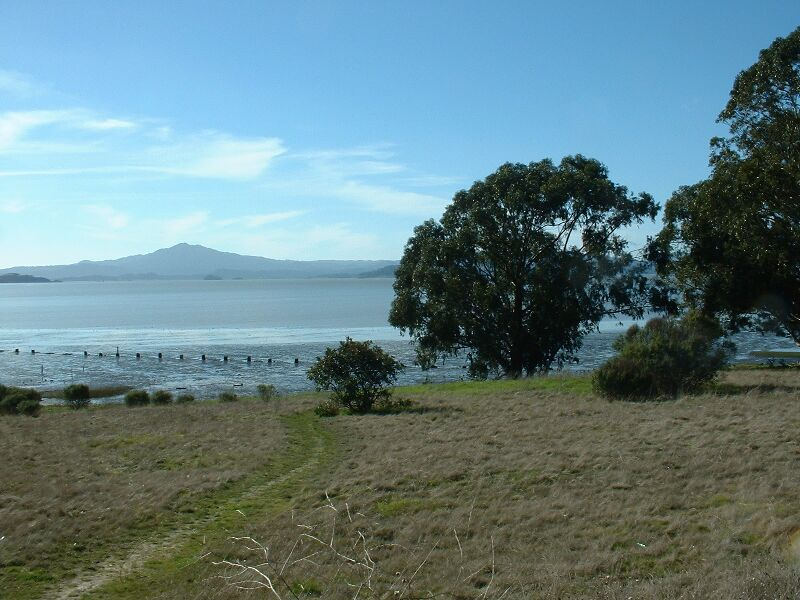
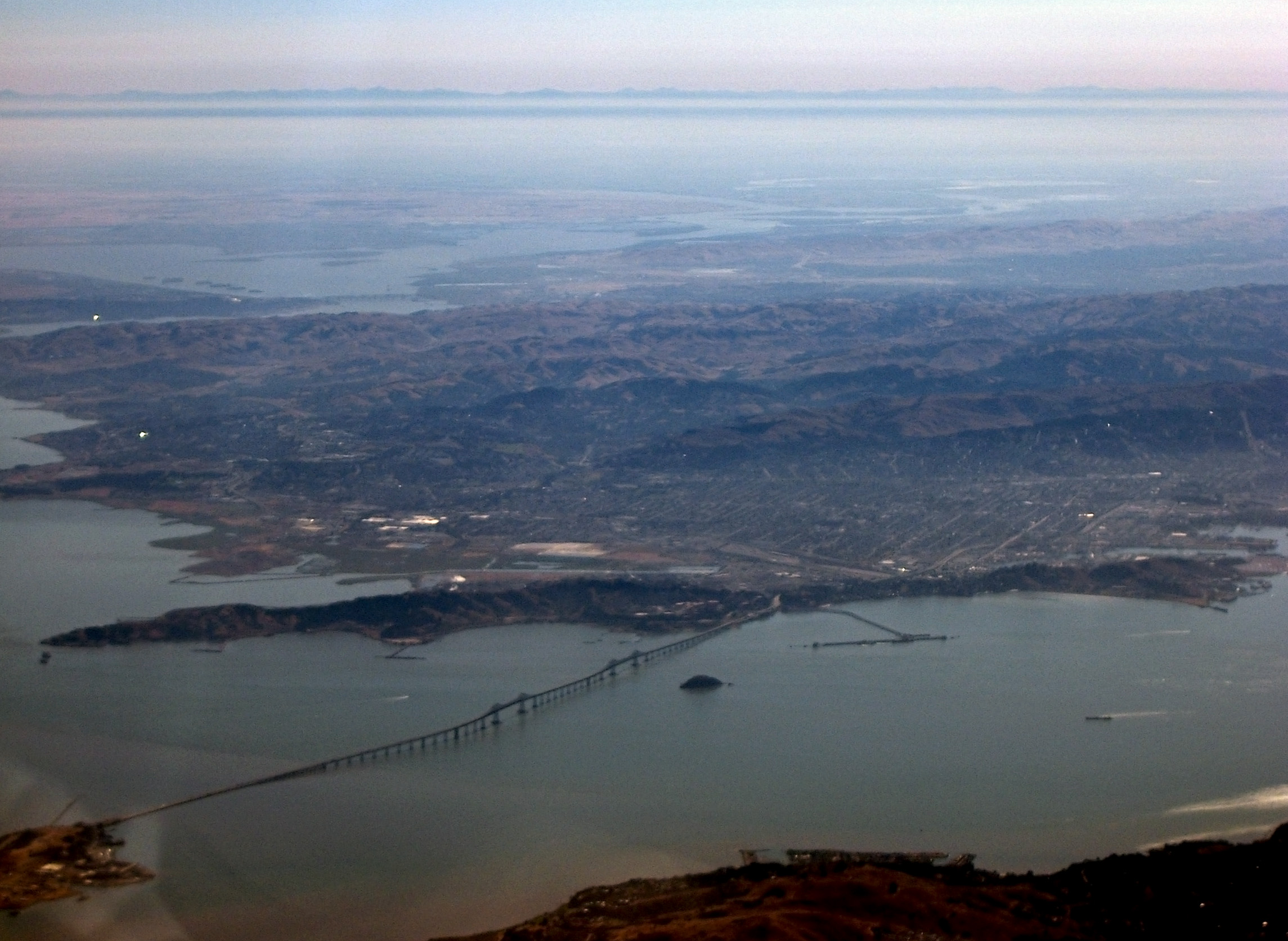
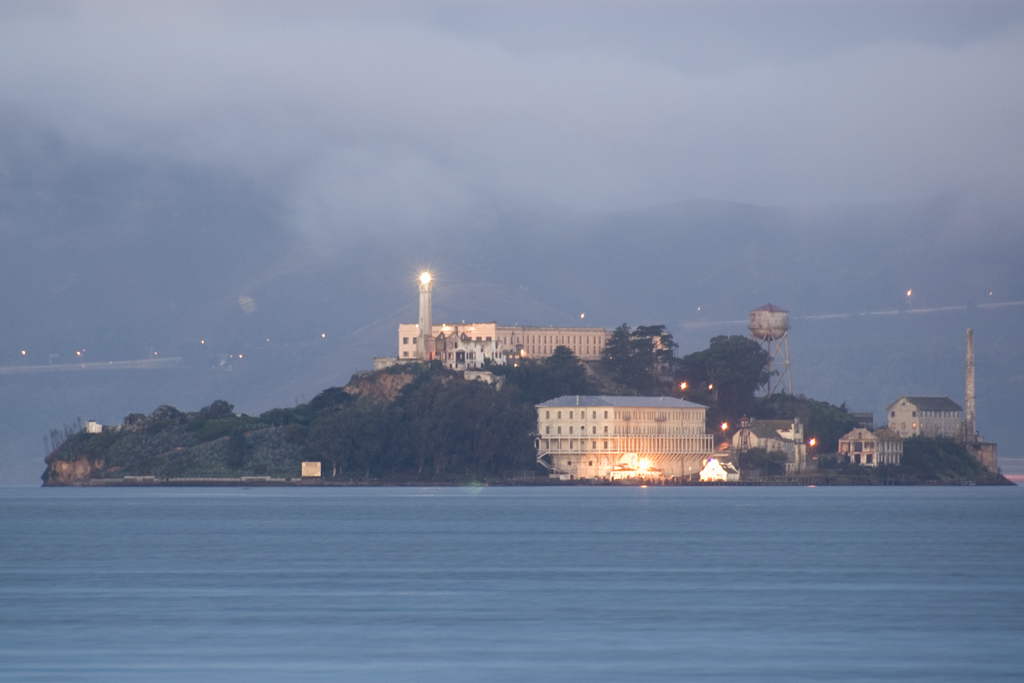
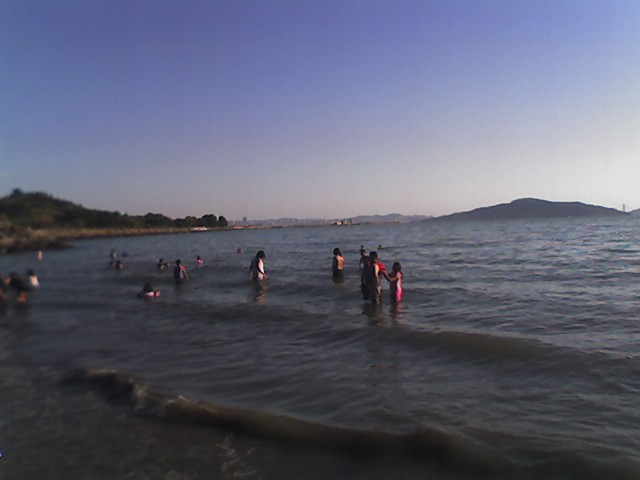
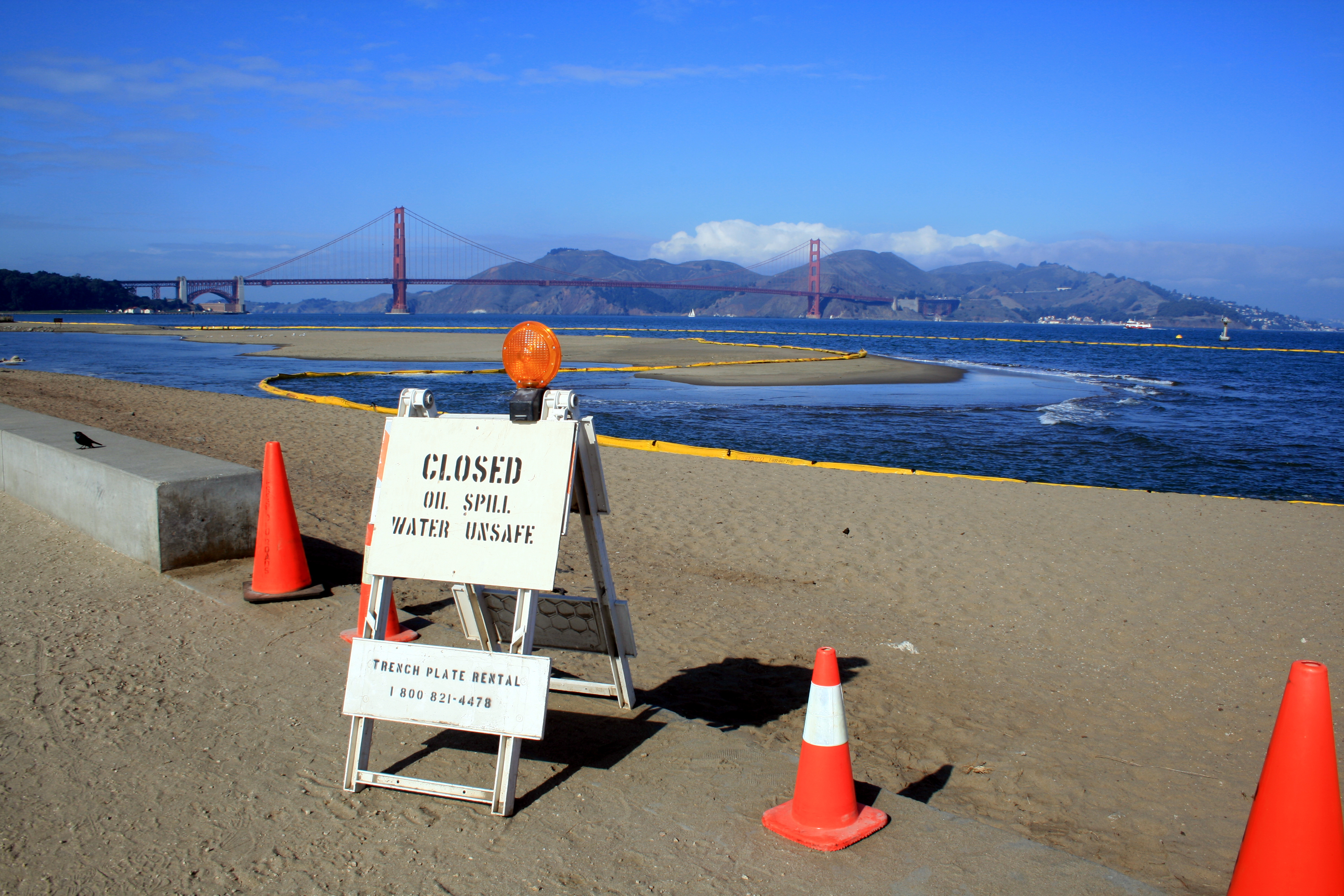
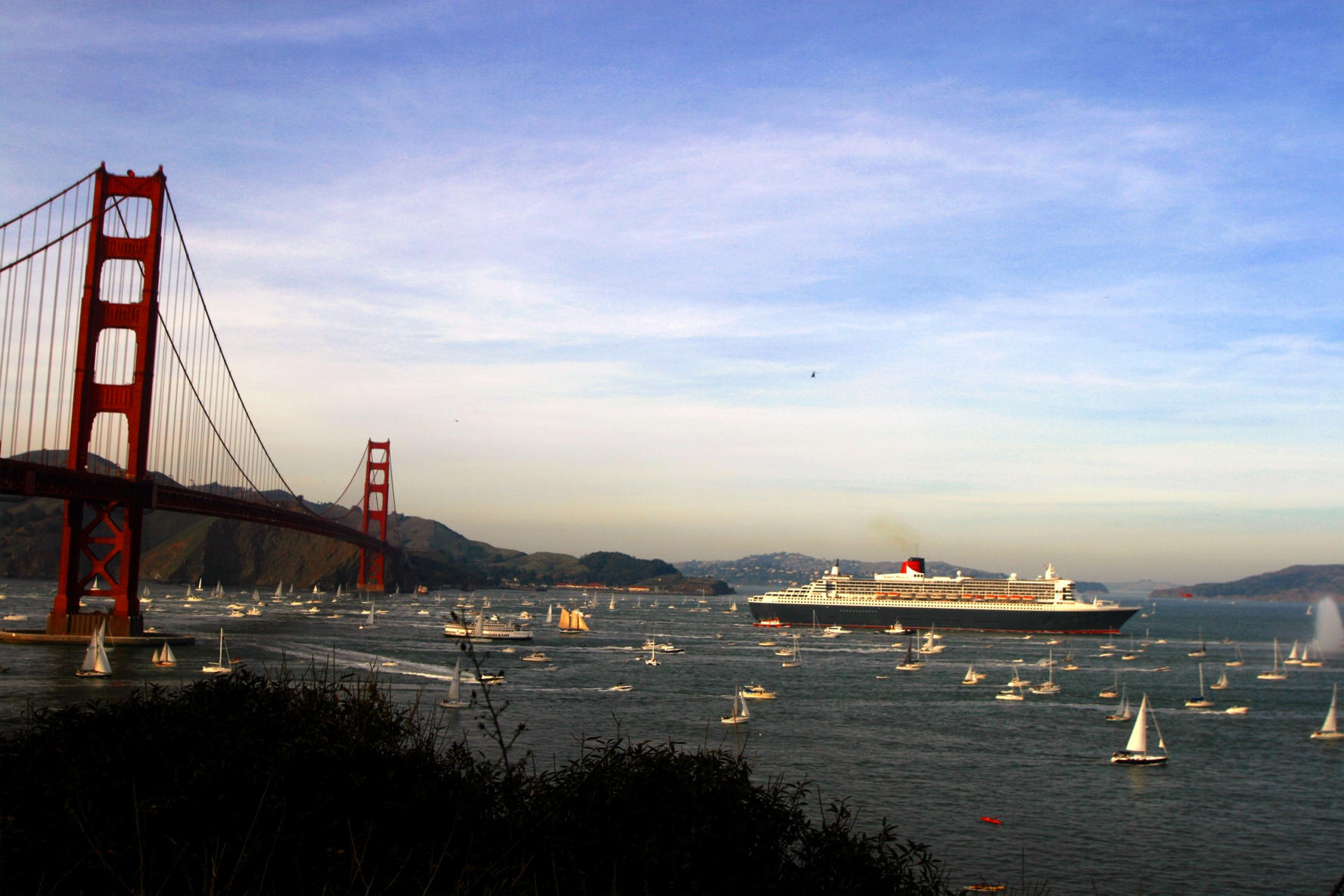
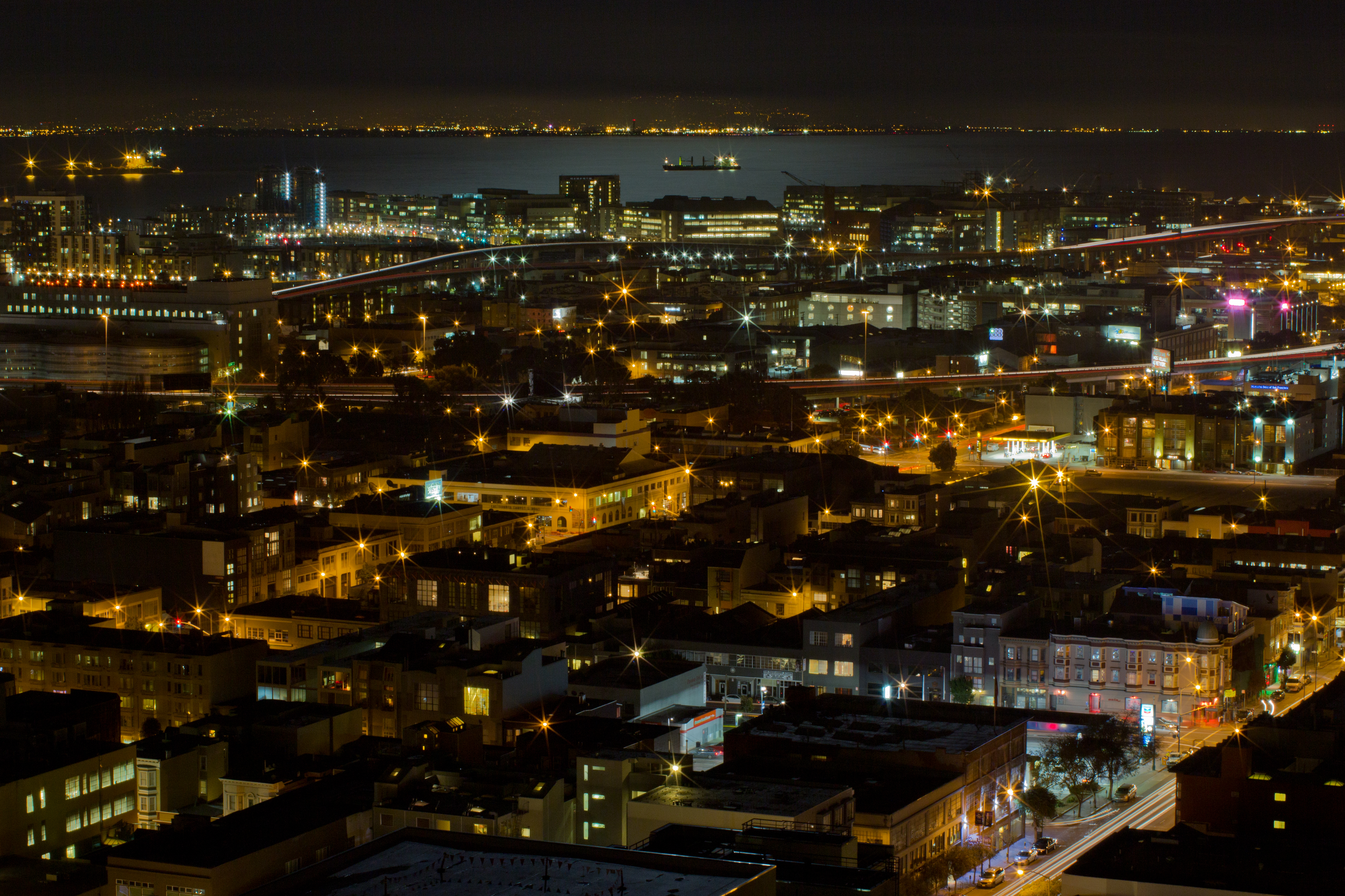